# 京都府立北桑田高等学校
京都府立北桑田高等学校（きょうとふりつ きたくわだこうとうがっこう）は、京都府京都市右京区京北下弓削町沢ノ奥にある府立高等学校。本校（全日制課程）のほか、南丹市美山町上平屋梁ヶ瀬に昼間定時制課程の美山分校を設置している。略称は「北校（ほっこう）」。

## 概要
京都府下で寮が設置されている公立高校の、3校の内の1校である。
同校に設置されている全日制課程では普通科のほか、京都府で唯一の林業専門学科である森林リサーチ学科を設置している。森林リサーチ科では、中国への植林活動なども行っている。森林リサーチ科の実習棟の影響で、公立高校としては広大な敷地面積を持っている。また、高性能林業機械（グラップル、フォワーダ、ミニショベル等）も保有している。森林リサーチ科では2008年2月9・10日に第1回が開催された環境省の「ストップ温暖化『一村一品』大作戦」において最優秀賞を受賞するなどの功績も挙げている。農業クラブの大会においても測量、情報処理、意見発表、農業鑑定競技、プロジェクト発表で、近畿大会、全国大会にも出場している。
また、南丹市の美山分校では昼間定時制課程の農業科、家政科も設置している。

## 設置学科
本校（全日制課程）
- 普通科
  - 文理探求類型
  - キャリアデザイン類型
- 森林リサーチ科（林業に関する学科）

令和4年度からは「京都フォレスト科」に名称変更。
美山分校（昼間定時制課程）
- 農業科
- 家政科

## 沿革
- 1944年（昭和19年） - 京都府立北桑田農林学校開校。初代校長は小菅健吉
- 1948年（昭和23年） - 定時制課程設置。京都府立北桑田高等学校と改称、普通科設置。
- 1975年（昭和50年） - 美山分校開設。
- 1985年（昭和60年） - 普通科第I類・第II類設置。
- 1993年（平成05年） - 森林リサーチ科設置（学科改編）。
- 2020年（令和02年） - 全国募集を開始。

## 部活動
クラブの加入率は80%を超える。自転車競技部はインターハイや国体の入賞常連校となっている。
また、スポーツシューティング部は京都府内の数少ない高校射撃部の1つである。
- 自転車競技部
- スポーツシューティング部 (射撃部)
- ワンダーフォーゲル部
- 野球部
- バレーボール部
- 剣道部
- 卓球部
- 吹奏楽部
- 美術部
- 放送部

## アクセス
本校
- 京北ふるさとバス下中バス停下車

美山分校
- JR山陰本線和知駅から南丹市営バス上平屋バス停下車

## 主な出身者
- 辻善光 - 自転車競技選手
- 畑段嵐士 - 競輪選手
- 山本レナ - 女子競輪選手
- 中道裕大 - 漫画家。代表作 「月の蛇 〜水滸伝異聞〜」「放課後さいころ倶楽部」等
- 田中光 - 漫画家・お笑い芸人。代表作「サラリーマン山崎シゲル」。

## 舞台となった作品
- 放課後さいころ倶楽部 - 上述の中道裕大氏の漫画作品。作中の舞台となる高校が、本校をモチーフとしている[1]